# Prionoryctes rufopiceus
Prionoryctes rufopiceus är en skalbaggsart som beskrevs av Gilbert John Arrow 1911. Prionoryctes rufopiceus ingår i släktet Prionoryctes och familjen Dynastidae. Inga underarter finns listade i Catalogue of Life.